# Lolita Chakrabarti
 (avril 2012).
Si vous disposez d'ouvrages ou d'articles de référence ou si vous connaissez des sites web de qualité traitant du thème abordé ici, merci de compléter l'article en donnant les références utiles à sa vérifiabilité et en les liant à la section « Notes et références ».
Lolita Chakrabarti, née le 1er juin 1969, est une actrice anglaise mariée à Adrian Lester, lui aussi acteur. Ils vivent dans le sud de Londres avec leurs deux filles Jasmine et Lila.

## Filmographie
- Vigil

## Mise en scène théâtrale
- 2012 : Red Velvet, écrite par Lolita Chakrabarti d'après la vie d'Ira Aldridge joué par Adrian Lester (Tricycle Theatre, Londres).